# 千葉県道114号八日市場山田線
千葉県道114号八日市場山田線（ちばけんどう114ごう ようかいちばやまだせん）は、千葉県匝瑳市の国道126号の三叉路から同県香取市小見の千葉県道28号旭小見川線の三叉路までを結ぶ県道である。

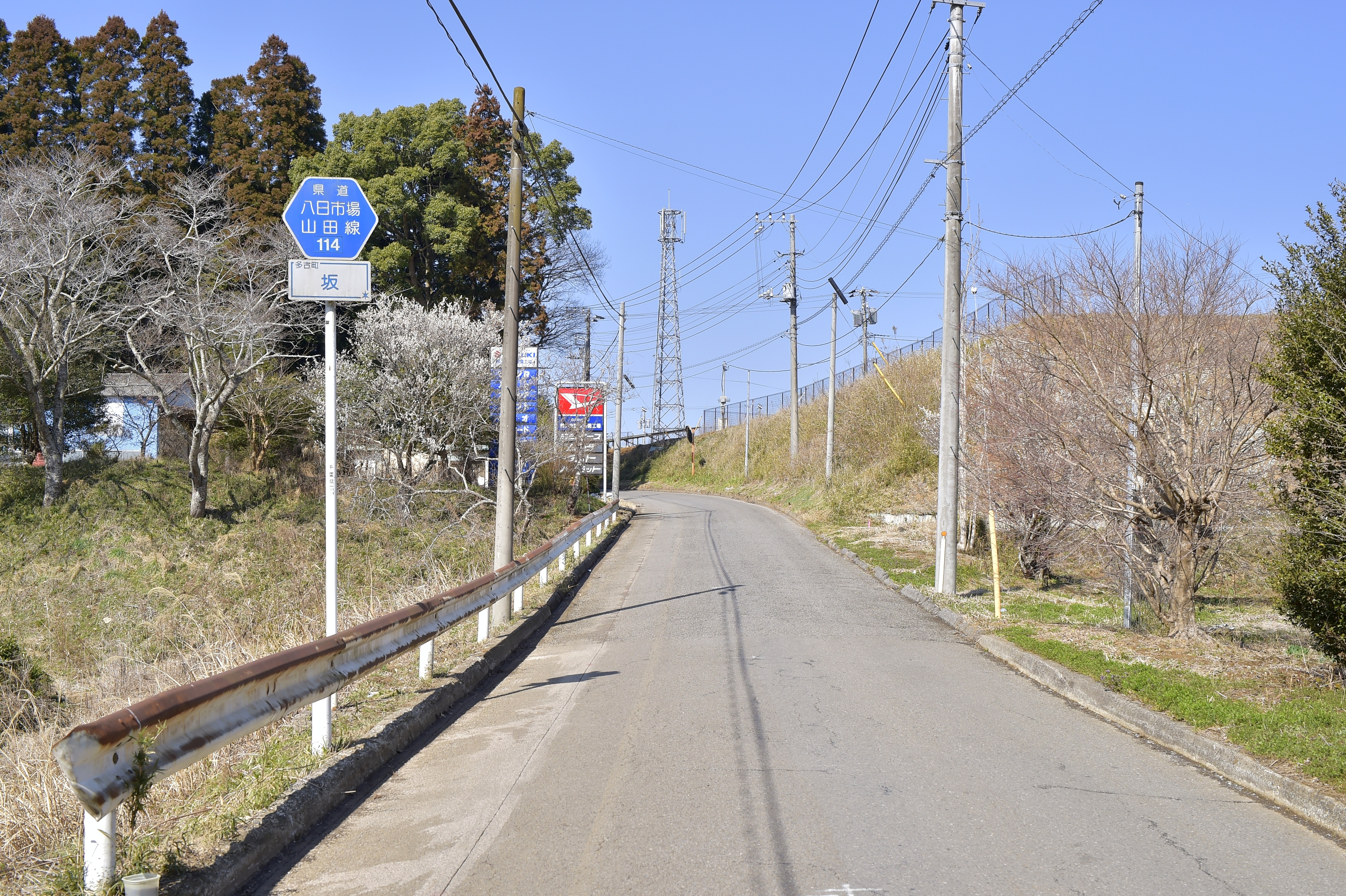
千葉県道114号八日市場山田線
多古町坂（2023年3月）

## 路線データ
- 起点：千葉県匝瑳市八日市場ハ・籠部田
- 終点：千葉県香取市小見
- 総延長：*.* km（海匝土木事務所管内：*.* km、成田土木事務所管内：1.719 km[1]、香取土木事務所管内：11.330 km[2]）
- 重用延長：*.* km（海匝土木事務所管内：*.* km、成田土木事務所管内：0.0 km、香取土木事務所管内：0.048 km）
- 未供用延長：なし（海匝土木事務所管内：*.* km、成田土木事務所管内：0.0 km、香取土木事務所管内：0.0 km）
- 実延長：*.* km（海匝土木事務所管内：*.* km、成田土木事務所管内：1.719 km[1]、香取土木事務所管内：11.282 km[2]）

## 路線状況
平成22年（2010年）時点での八日市場山田線の自動車類交通量については以下の通り。
| 交通調査地点   | 昼間12時間自動車類交通量 | 昼間12時間自動車類交通量 | 昼間12時間自動車類交通量 | 24時間自動車類交通量 | 24時間自動車類交通量 | 24時間自動車類交通量 |
| 交通調査地点   | 小型車                   | 大型車                   | 合計                     | 小型車               | 大型車               | 合計                 |
| 匝瑳市飯塚1017 | 3,416台                  | 0 424台                  | 3,840台                  | 4,464台              | 0 720台              | 5,184台              |
| 香取市小川35   | 0 912台                  | 0 135台                  | 1,047台                  | 1,197台              | 0 216台              | 1,413台              |
| 香取市神生349  | 2,837台                  | 0 267台                  | 3,104台                  | 3,684台              | 0 506台              | 4,190台              |

## 地理

### 通過する自治体
- 千葉県

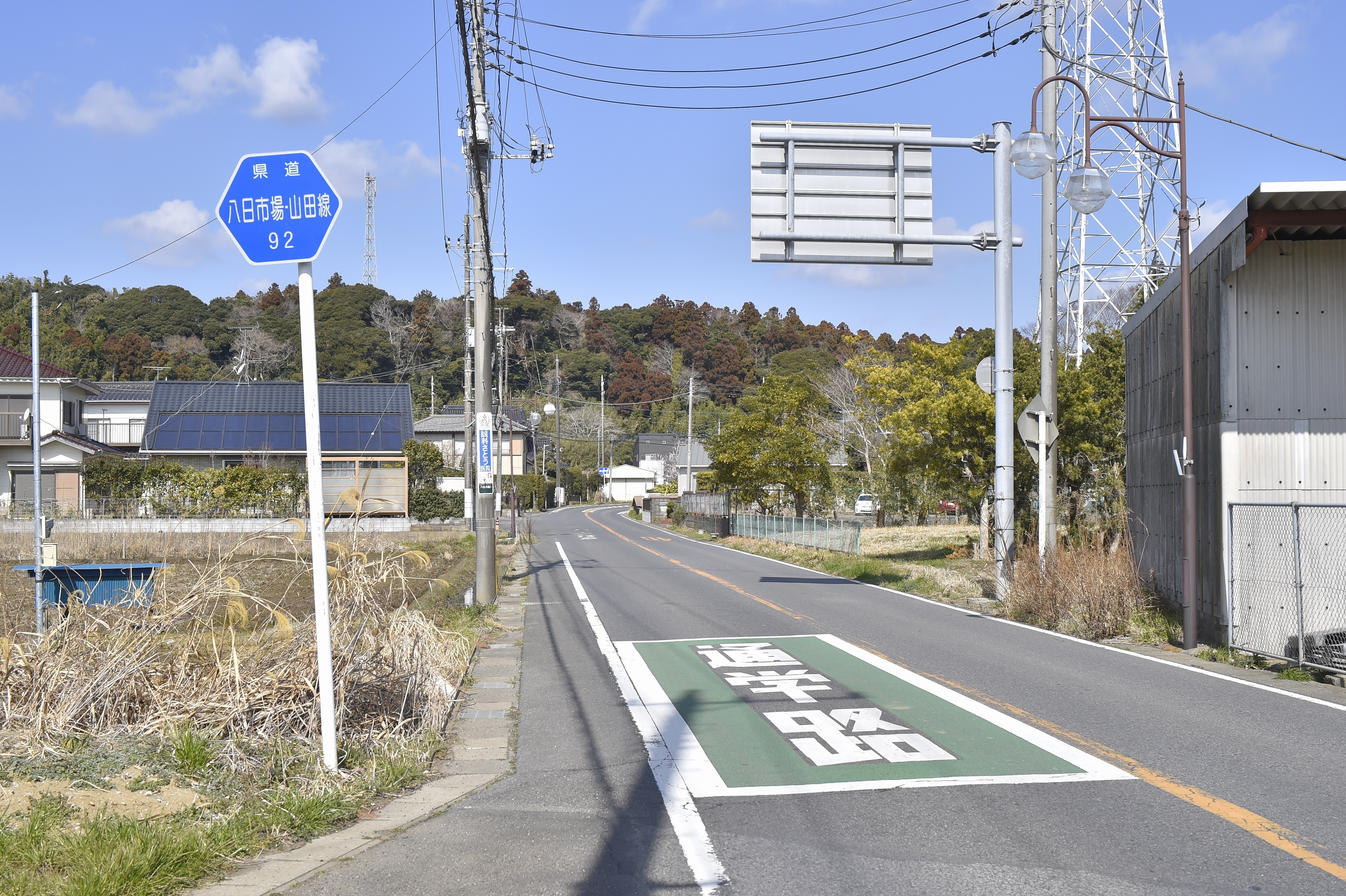
匝瑳市八日市場ハにて、県道標識は旧整理番号92のままになっている。（2023年3月）

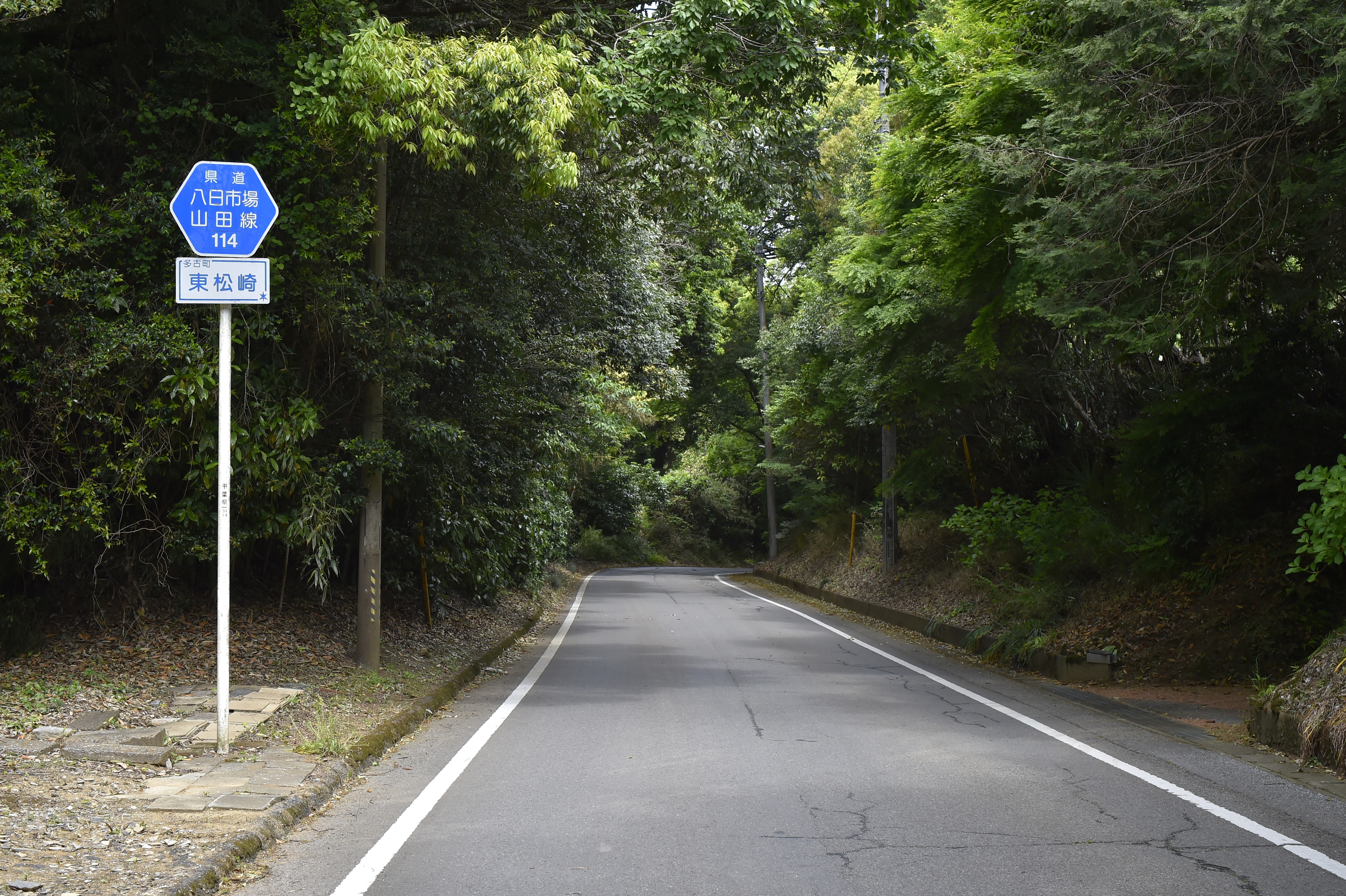
多古町東松崎（2023年5月）

  - 匝瑳市 - 旭市 - 香取市 - 香取郡多古町 - 香取市

### 交差する道路
- 国道126号（匝瑳市八日市場ハ、籠部田）
- 東総広域農道（匝瑳市飯塚）
- 千葉県道74号多古笹本線（匝瑳市大寺・旭市鏑木 重複区間あり）
- 千葉県道127号多古山田線 （香取郡多古町松崎）
- 千葉県道125号山田栗源線（香取市山倉）
- 千葉県道70号大栄栗源干潟線（東総有料道路）（香取市大角）
- 千葉県道56号佐原椿海線（香取市）
- 千葉県道55号佐原山田線（香取市小見）
- 千葉県道28号旭小見川線（香取市小見）

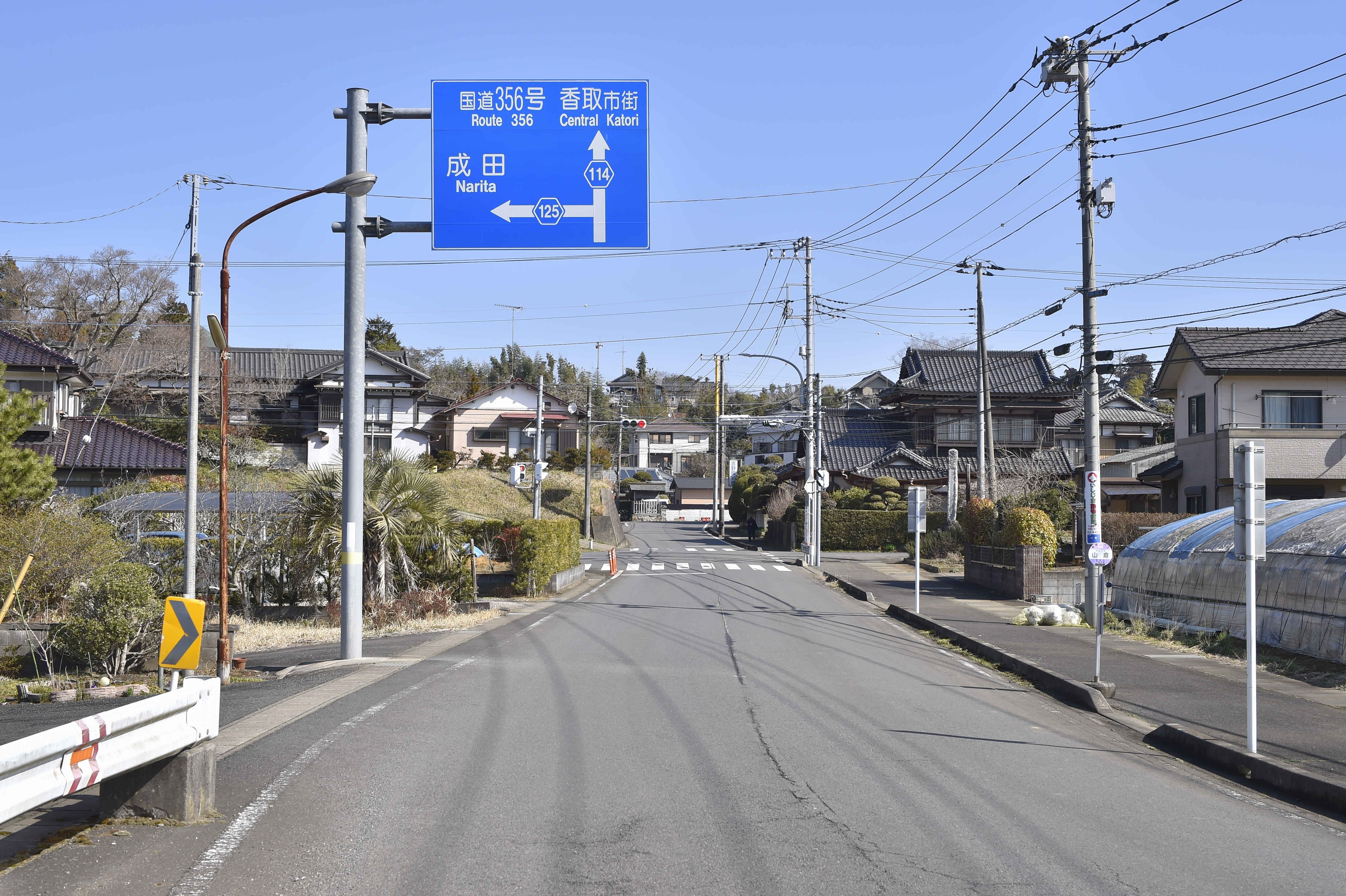
香取市山倉の県道125号交点付近（2023年3月）
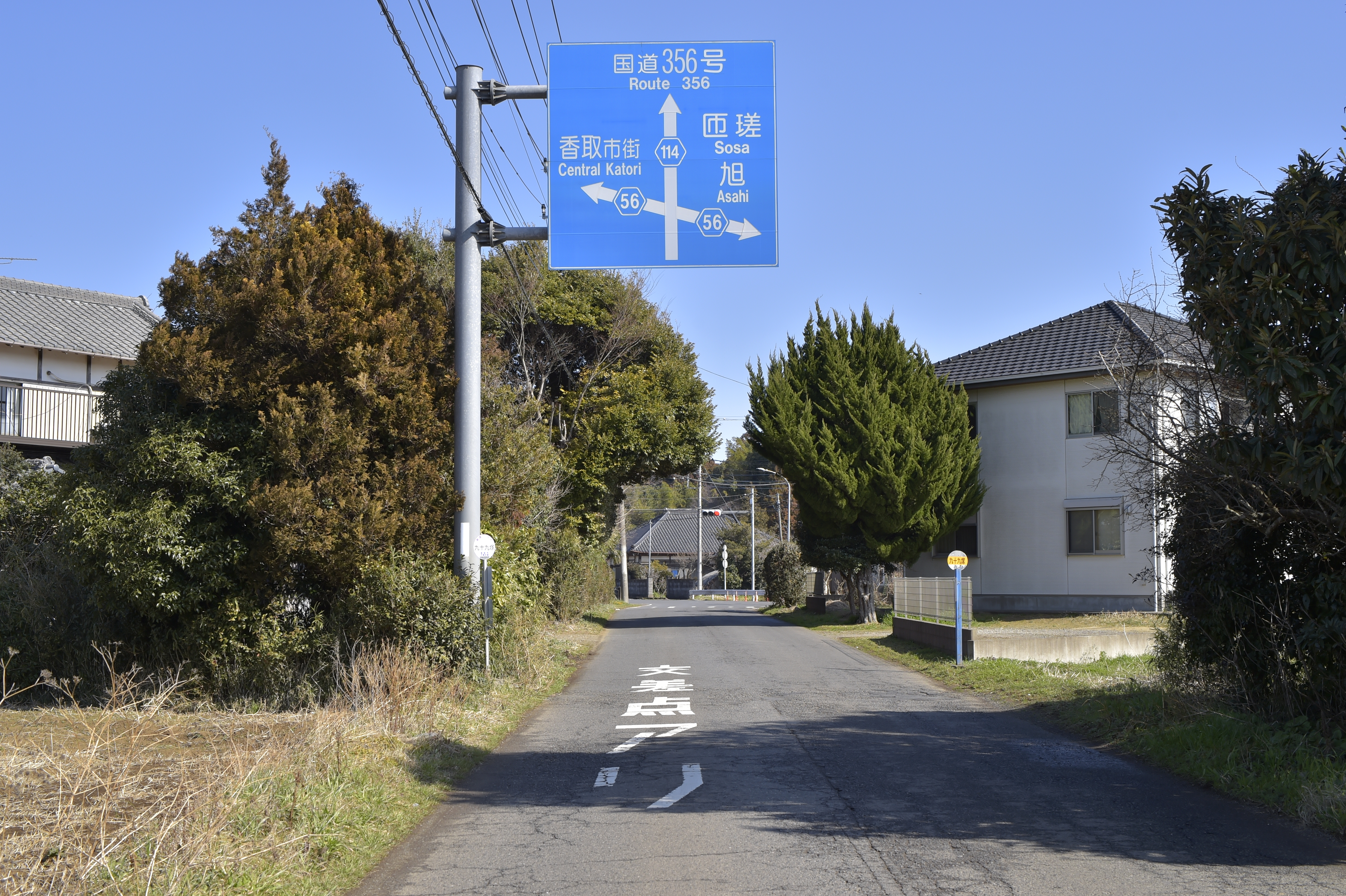
香取市大角の県道56号交点付近（2023年3月）
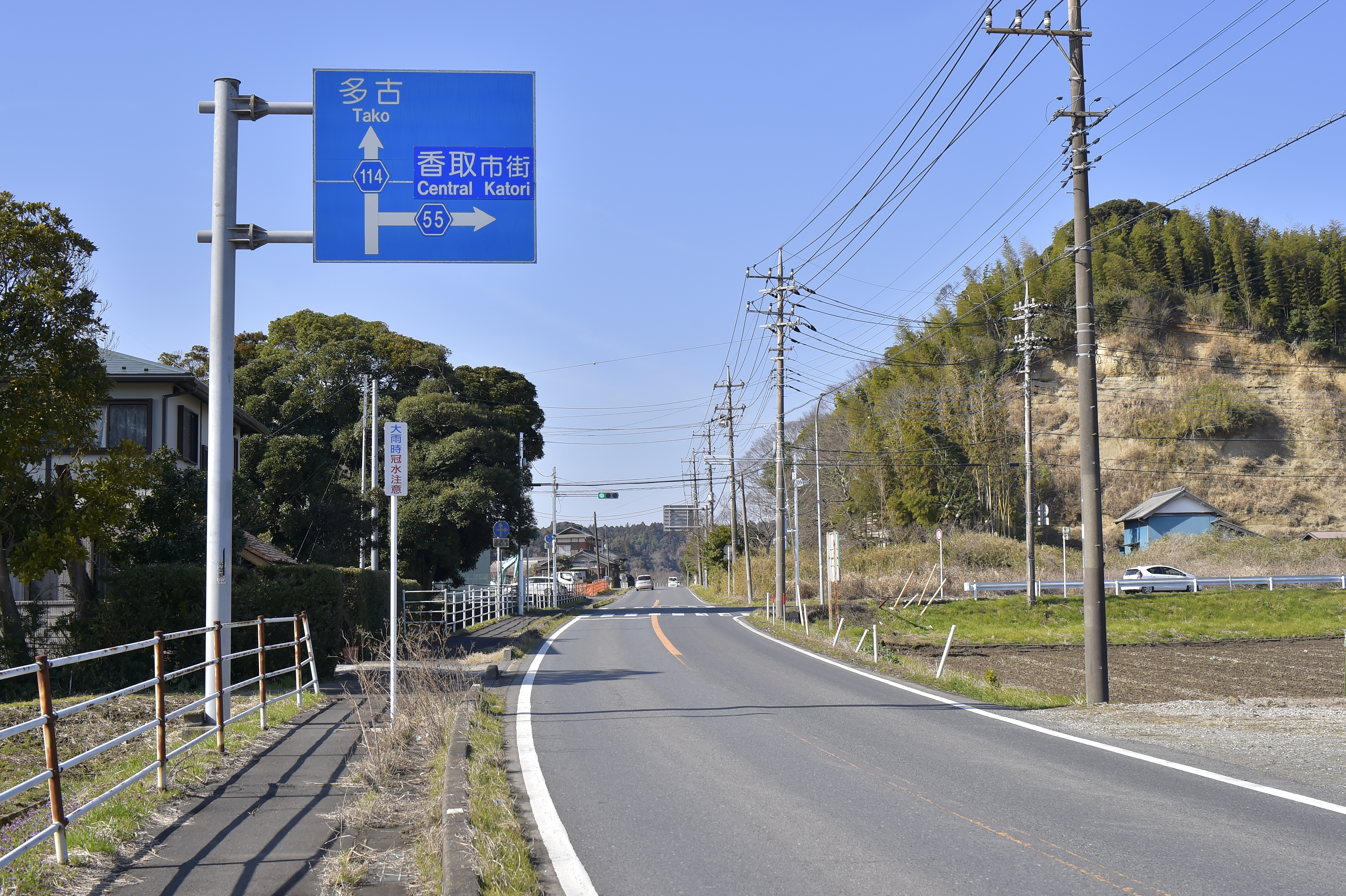
香取市小見の県道55号交点付近（2023年3月）

### 周辺
起点側から
- 飯塚村農村公園
- 匝瑳市立豊和小学校
- 大寺郵便局
- 香取市立山倉小学校
- 山倉郵便局
- 千葉桜の里ゴルフクラブ